# Gianfranco Paolucci
Gianfranco Paolucci (Pesaro, 1934. február 18. –) olimpiai ezüstérmes olasz párbajtőrvívó.